# Fatoriais crescentes e decrescentes
Em matemática, o fatorial decrescente (às vezes chamado de fatorial descendente, produto sequencial decrescente ou fatorial inferior) é definido como o polinômio {\displaystyle {\begin{aligned}(x)_{n}=x^{\underline {n}}&=\overbrace {x(x-1)(x-2)\cdots (x-n+1)} ^{n{\text{ fatores}}}\\&=\prod _{k=1}^{n}(x-k+1)=\prod _{k=0}^{n-1}(x-k).\end{aligned}}}
O fatorial ascendente' (às vezes chamado de função de Pochhammer, polinômio de Pochhammer, fatorial ascendente, produto sequencial ascendente ou fatorial superior) é definido como {\displaystyle {\begin{aligned}(x)^{n}=x^{\overline {n}}&=\overbrace {x(x+1)(x+2)\cdots (x+n-1)} ^{n{\text{ fatores}}}\\&=\prod _{k=1}^{n}(x+k-1)=\prod _{k=0}^{n-1}(x+k).\end{aligned}}}
O valor de cada um é considerado 1 (um produto vazio) quando {\displaystyle n=0} . Esses símbolos são chamados coletivamente de potências fatoriais.
O símbolo de Pochhammer, introduzido por Leo August Pochhammer, é a notação {\displaystyle (x)_{n}}, onde n é um número inteiro não negativo. Ele pode representar o fatorial crescente ou decrescente, com diferentes artigos e autores usando convenções diferentes. O próprio Pochhammer usou {\displaystyle (x)_{n}} com ainda outro significado, a saber, denotar o coeficiente binomial {\displaystyle {\tbinom {x}{n}}} .
Neste artigo, o símbolo {\displaystyle (x)_{n}} é usado para representar o fatorial decrescente, e o símbolo {\displaystyle x^{(n)}} é usado para o fatorial crescente. Essas convenções são usadas em combinatória, embora as notações de sublinhado e sobre-linhado de Knuth {\displaystyle x^{\underline {n}}} e {\displaystyle x^{\overline {n}}} são cada vez mais populares. Na teoria das funções especiais (em particular a função hipergeométrica ) e na obra de referência padrão Abramowitz e Stegun, o símbolo de Pochhammer {\displaystyle (x)_{n}} é usado para representar o fatorial crescente.
Quando {\displaystyle x} é um número inteiro positivo, {\displaystyle (x)_{n}} fornece o número de n-permutações (sequências de elementos distintos) de um conjunto de x -elementos ou, equivalentemente, o número de funções injetoras de um conjunto de tamanho {\displaystyle n} para um conjunto de tamanho {\displaystyle x} . O fatorial crescente {\displaystyle x^{(n)}} fornece o número de partições de um {\displaystyle n}-elemento definido em {\displaystyle x} sequências ordenadas (possivelmente vazias). 

## Exemplos e interpretação combinatória
Os primeiros fatoriais decrescentes são os seguintes: {\displaystyle {\begin{alignedat}{2}(x)_{0}&&&=1\\(x)_{1}&&&=x\\(x)_{2}&=x(x-1)&&=x^{2}-x\\(x)_{3}&=x(x-1)(x-2)&&=x^{3}-3x^{2}+2x\\(x)_{4}&=x(x-1)(x-2)(x-3)&&=x^{4}-6x^{3}+11x^{2}-6x\end{alignedat}}} Os primeiros fatoriais crescentes são os seguintes: {\displaystyle {\begin{alignedat}{2}x^{(0)}&&&=1\\x^{(1)}&&&=x\\x^{(2)}&=x(x+1)&&=x^{2}+x\\x^{(3)}&=x(x+1)(x+2)&&=x^{3}+3x^{2}+2x\\x^{(4)}&=x(x+1)(x+2)(x+3)&&=x^{4}+6x^{3}+11x^{2}+6x\end{alignedat}}}Os coeficientes que aparecem nas expansões são números de Stirling do primeiro tipo (veja abaixo).
Quando a variável {\displaystyle x} é um número inteiro positivo, o número {\displaystyle (x)_{n}} é igual ao número de n-permutações de um conjunto de x itens, ou seja, o número de maneiras de escolher uma lista ordenada de comprimento n consistindo de elementos distintos extraídos de uma coleção de tamanho {\displaystyle x} . Por exemplo, {\displaystyle (8)_{3}=8\times 7\times 6=336} é o número de pódios diferentes — atribuições de medalhas de ouro, prata e bronze — possíveis em uma corrida de oito pessoas. Por outro lado, {\displaystyle x^{(n)}} é "o número de maneiras de organizar {\displaystyle n} bandeiras em {\displaystyle x} mastros de bandeira", onde todas as bandeiras devem ser usadas e cada mastro pode ter qualquer número de bandeiras. Equivalentemente, este é o número de maneiras de particionar um conjunto de tamanho {\displaystyle n} (as bandeiras) em {\displaystyle x} partes distinguíveis (os mastros), com uma ordem linear nos elementos atribuídos a cada parte (a ordem das bandeiras em um determinado mastro).

## Propriedades
Os fatoriais crescentes e decrescentes estão relacionados com certa simplicidade entre si: {\displaystyle {\begin{alignedat}{2}{(x)}_{n}&={(x-n+1)}^{(n)}&&=(-1)^{n}(-x)^{(n)},\\x^{(n)}&={(x+n-1)}_{n}&&=(-1)^{n}(-x)_{n}.\end{alignedat}}}
Os fatoriais crescentes e decrescentes de números inteiros estão diretamente relacionados ao fatorial ordinário: {\displaystyle {\begin{aligned}n!&=1^{(n)}=(n)_{n},\\[6pt](m)_{n}&={\frac {m!}{(m-n)!}},\\[6pt]m^{(n)}&={\frac {(m+n-1)!}{(m-1)!}}.\end{aligned}}}
Os fatoriais crescentes de meios estão diretamente relacionados ao fatorial duplo : {\displaystyle {\begin{aligned}\left[{\frac {1}{2}}\right]^{(n)}={\frac {(2n-1)!!}{2^{n}}},\quad \left[{\frac {2m+1}{2}}\right]^{(n)}={\frac {(2(n+m)-1)!!}{2^{n}(2m-1)!!}}.\end{aligned}}}
Os fatoriais decrescentes e crescentes podem ser usados para expressar um coeficiente binomial : {\displaystyle {\begin{aligned}{\frac {(x)_{n}}{n!}}&={\binom {x}{n}},\\[6pt]{\frac {x^{(n)}}{n!}}&={\binom {x+n-1}{n}}.\end{aligned}}}
Assim, muitas identidades em coeficientes binomiais são transferidas para os fatoriais decrescentes e crescentes.
Os fatoriais crescentes e decrescentes são bem definidos em qualquer anel unitário e, portanto, {\displaystyle x} pode ser considerado, por exemplo, um número complexo, incluindo inteiros negativos, ou um polinômio com coeficientes complexos, ou qualquer função de valor complexo .

### Números reais ennegativo
O fatorial decrescente pode ser estendido para valores reais de {\displaystyle x} usando a função gama sabendo que {\displaystyle x} e {\displaystyle x+n} são números reais diferentes de inteiros negativos: {\displaystyle (x)_{n}={\frac {\Gamma (x+1)}{\Gamma (x-n+1)}}\ ,} e o mesmo pode acontecer com o fatorial crescente: {\displaystyle x^{(n)}={\frac {\Gamma (x+n)}{\Gamma (x)}}\ .}

### Cálculo
Fatoriais decrescentes aparecem na diferenciação múltipla de funções de potência simples: {\displaystyle \left({\frac {\mathrm {d} }{\mathrm {d} x}}\right)^{n}x^{a}=(a)_{n}\cdot x^{a-n}.}
O fatorial crescente também é parte integrante da definição da função hipergeométrica : A função hipergeométrica é definida para {\displaystyle |z|<1} pela série de potências {\displaystyle {}_{2}F_{1}(a,b;c;z)=\sum _{n=0}^{\infty }{\frac {a^{(n)}b^{(n)}}{c^{(n)}}}{\frac {z^{n}}{n!}}} desde que {\displaystyle c\neq 0,-1,-2,\ldots } . Note, entretanto, que a literatura sobre funções hipergeométricas normalmente usa a notação {\displaystyle (a)_{n}} para fatoriais crescentes.

## Coeficientes de conexão e identidades
Fatoriais crescentes e decrescentes estão intimamente relacionados aos números de Stirling . Na verdade, a expansão do produto revela números de Stirling do primeiro tipo {\displaystyle {\begin{aligned}(x)_{n}&=\sum _{k=0}^{n}s(n,k)x^{k}\\&=\sum _{k=0}^{n}{\begin{bmatrix}n\\k\end{bmatrix}}(-1)^{n-k}x^{k}\\x^{(n)}&=\sum _{k=0}^{n}{\begin{bmatrix}n\\k\end{bmatrix}}x^{k}\\\end{aligned}}}
E as relações inversas usam números de Stirling do segundo tipo {\displaystyle {\begin{aligned}x^{n}&=\sum _{k=0}^{n}{\begin{Bmatrix}n\\k\end{Bmatrix}}(x)_{k}\\&=\sum _{k=0}^{n}{\begin{Bmatrix}n\\k\end{Bmatrix}}(-1)^{n-k}x^{(k)}.\end{aligned}}}
Os fatoriais decrescentes e crescentes estão relacionados entre si através dos números de Lah {\textstyle L(n,k)={\binom {n-1}{k-1}}{\frac {n!}{k!}}}: {\displaystyle {\begin{aligned}(x)_{n}&=\sum _{k=0}^{n}L(n,k)x^{(k)}\\x^{(n)}&=\sum _{k=0}^{n}L(n,k)(-1)^{n-k}(x)_{k}\end{aligned}}}
Como os fatoriais decrescentes são uma base para o anel polinomial, pode-se expressar o produto de dois deles como uma combinação linear de fatoriais decrescentes: {\displaystyle (x)_{m}(x)_{n}=\sum _{k=0}^{m}{\binom {m}{k}}{\binom {n}{k}}k!\cdot (x)_{m+n-k}\ .}
Os coeficientes {\displaystyle {\tbinom {m}{k}}{\tbinom {n}{k}}k!} são chamados de coeficientes de conexão e têm uma interpretação combinatória como o número de maneiras de identificar (ou "colar") k elementos, cada um de um conjunto de tamanho m e um conjunto de tamanho n.
Existe também uma fórmula de conexão para a razão de dois fatoriais crescentes dada por {\displaystyle {\frac {x^{(n)}}{x^{(i)}}}=(x+i)^{(n-i)},\quad {\text{para }}n\geq i.}
Além disso, podemos expandir leis de expoentes generalizadas e potências negativas crescentes e decrescentes por meio das seguintes identidades: (p 52)
{\displaystyle {\begin{aligned}(x)_{m+n}&=(x)_{m}(x-m)_{n}=(x)_{n}(x-n)_{m}\\[6pt]x^{(m+n)}&=x^{(m)}(x+m)^{(n)}=x^{(n)}(x+n)^{(m)}\\[6pt]x^{(-n)}&={\frac {\Gamma (x-n)}{\Gamma (x)}}={\frac {(x-n-1)!}{(x-1)!}}={\frac {1}{(x-n)^{(n)}}}={\frac {1}{(x-1)_{n}}}={\frac {1}{(x-1)(x-2)\cdots (x-n)}}\\[6pt](x)_{-n}&={\frac {\Gamma (x+1)}{\Gamma (x+n+1)}}={\frac {x!}{(x+n)!}}={\frac {1}{(x+n)_{n}}}={\frac {1}{(x+1)^{(n)}}}={\frac {1}{(x+1)(x+2)\cdots (x+n)}}\end{aligned}}}
Finalmente, as fórmulas de duplicação e multiplicação para os fatoriais decrescentes e crescentes fornecem as seguintes relações: {\displaystyle {\begin{aligned}(x)_{k+mn}&=x^{(k)}m^{mn}\prod _{j=0}^{m-1}\left({\frac {x-k-j}{m}}\right)_{n}\,,&{\text{para }}m&\in \mathbb {N} \\[6pt]x^{(k+mn)}&=x^{(k)}m^{mn}\prod _{j=0}^{m-1}\left({\frac {x+k+j}{m}}\right)^{(n)},&{\text{para }}m&\in \mathbb {N} \\[6pt](ax+b)^{(n)}&=x^{n}\prod _{j=0}^{n-1}\left(a+{\frac {b+j}{x}}\right),&{\text{para }}x&\in \mathbb {Z} ^{+}\\[6pt](2x)^{(2n)}&=2^{2n}x^{(n)}\left(x+{\frac {1}{2}}\right)^{(n)}.\end{aligned}}}

## Relação com cálculo umbral
O fatorial decrescente ocorre em uma fórmula que representa polinômios usando o operador de diferença direta {\displaystyle \Delta f(x){\stackrel {\mathrm {def} }{=}}f(x{+}1)-f(x),} e que é formalmente semelhante ao teorema de Taylor : {\displaystyle f(x)=\sum _{n=0}^{\infty }{\frac {\Delta ^{n}f(0)}{n!}}(x)_{n}.}
Nesta fórmula e em muitos outros lugares, o fatorial decrescente {\displaystyle (x)_{n}} no cálculo de diferenças finitas desempenha o papel de {\displaystyle x^{n}} em cálculo diferencial. Note-se, por exemplo, a semelhança de {\displaystyle \Delta (x)_{n}=n(x)_{n-1}} para {\displaystyle {\frac {\textrm {d}}{{\textrm {d}}x}}x^{n}=nx^{n-1}} .
Um resultado semelhante vale para o fatorial crescente e o operador de diferença regressiva.
O estudo de analogias desse tipo é conhecido como cálculo umbral. Uma teoria geral que abrange tais relações, incluindo as funções fatoriais decrescentes e crescentes, é dada pela teoria de sequências polinomiais do tipo binomial e sequências de Sheffer. Fatoriais decrescentes e crescentes são sequências de Sheffer do tipo binomial, conforme mostrado pelas relações:
{\displaystyle {\begin{aligned}(a+b)_{n}&=\sum _{j=0}^{n}{\binom {n}{j}}(a)_{n-j}(b)_{j}\\[6pt](a+b)^{(n)}&=\sum _{j=0}^{n}{\binom {n}{j}}a^{(n-j)}b^{(j)}\end{aligned}}}
onde os coeficientes são os mesmos do teorema binomial.
Da mesma forma, a função geradora dos polinômios de Pochhammer equivale então à exponencial umbral,
{\displaystyle \sum _{n=0}^{\infty }(x)_{n}{\frac {t^{n}}{n!}}=\left(1+t\right)^{x},}
desde que
{\displaystyle \operatorname {\Delta } _{x}\left(1+t\right)^{x}=t\cdot \left(1+t\right)^{x}}

## Notações alternativas
Uma notação alternativa para o fatorial crescente {\displaystyle x^{\overline {m}}\equiv (x)_{+m}\equiv (x)_{m}=\overbrace {x(x+1)\ldots (x+m-1)} ^{m{\text{ fatores}}}\quad {\text{for integer }}m\geq 0}
e para o fatorial decrescente {\displaystyle x^{\underline {m}}\equiv (x)_{-m}=\overbrace {x(x-1)\ldots (x-m+1)} ^{m{\text{ fatores}}}\quad {\text{for integer }}m\geq 0}
remonta a A. Capelli (1893) e L. Toscano (1939), respectivamente. Graham, Knuth e Patashnik( 47, 48) propõe pronunciar essas expressões como "{\displaystyle x} para o {\displaystyle m} subindo" e " {\displaystyle x} para o {\displaystyle m} caindo", respectivamente.
Uma notação alternativa para o fatorial crescente {\displaystyle x^{(n)}} é o menos comum {\displaystyle (x)_{n}^{+}} . Quando {\displaystyle (x)_{n}^{+}} é usado para denotar o fatorial crescente, a notação {\displaystyle (x)_{n}^{-}} é normalmente usado para o fatorial decrescente comum, para evitar confusão.

## Generalizações
O símbolo de Pochhammer tem uma versão generalizada chamada símbolo de Pochhammer generalizado, usado em análise multivariada. Há também um q-análogo, o q-símbolo de Pochhammer.
Para qualquer função aritmética fixa {\displaystyle f:\mathbb {N} \rightarrow \mathbb {C} } e parâmetros simbólicos x e t, produtos fatoriais generalizados relacionados da forma
{\displaystyle (x)_{n,f,t}:=\prod _{k=0}^{n-1}\left(x+{\frac {f(k)}{t^{k}}}\right)}
pode ser estudado do ponto de vista das classes de números de Stirling generalizados do primeiro tipo definidos pelos seguintes coeficientes das potências de x nas expansões de (x)n,f,t e então pela próxima relação de recorrência triangular correspondente:
{\displaystyle {\begin{aligned}\left[{\begin{matrix}n\\k\end{matrix}}\right]_{f,t}&=\left[x^{k-1}\right](x)_{n,f,t}\\&=f(n-1)t^{1-n}\left[{\begin{matrix}n-1\\k\end{matrix}}\right]_{f,t}+\left[{\begin{matrix}n-1\\k-1\end{matrix}}\right]_{f,t}+\delta _{n,0}\delta _{k,0}.\end{aligned}}}
Esses coeficientes satisfazem uma série de propriedades análogas às dos números de Stirling do primeiro tipo, bem como relações de recorrência e equações funcionais relacionadas aos números f -harmônicos, {\displaystyle F_{n}^{(r)}(t):=\sum _{k\leq n}{\frac {t^{k}}{f(k)^{r}}}\,.}